# James Last
Hans (James) Last (Bremen, 17 april 1929 – Palm Beach Gardens (Florida), 9 juni 2015) was een Duits jazzbassist, componist en orkestleider die met zijn populaire 'Happy Party Sound' internationale bekendheid en ruim 200 gouden en 17 platina platen verwierf.

## Biografie
Last werd geboren als jongste kind van een meteropnemer bij de Bremense gasmaatschappij. Vader Louis Last trad in zijn vrije tijd op als amateurmuzikant. Tijdens de Tweede Wereldoorlog volgde Last een muzikale opleiding aan de militaire academie van Bückeburg bij Hannover. Na de oorlog werd hij contrabassist en kwam hij met zijn broers Robert en Werner bij het nieuwe orkest van Radio Bremen. In 1950, 1951 en 1952 werd hij uitgeroepen tot beste jazzbassist van Duitsland. In 1955 verhuisde hij naar Hamburg, waar hij als arrangeur/componist werkte voor grote orkesten, instrumentalisten en zangsterren. Ook trad hij er in het huwelijk met Waltraud Wiese, met wie hij een dochter en een zoon kreeg. In 1963 tekende hij een exclusiviteitscontract bij Polydor en in mei 1965 verscheen zijn eerste lp als James Last: "Non Stop Dancing 65". Buiten zijn medeweten had de platenfirma zijn voornaam gewijzigd (al bracht Polydor in 1966 nog een lp uit onder de naam Hans Last: Ännchen von Tharau bittet zum Tanz). De Happy Party Sound van James Last was echter een feit en de succestrein was vertrokken. Last bracht 190 originele platen uit in elk mogelijk genre. Als componist schreef hij enkele honderden melodieën, waaronder evergreens en wereldhits als Games That Lovers Play, The Lonely Shepherd (Der einsame Hirte, thema uit De Verlaten Mijn), Lingerin' On, Happy Heart, When the Snow Is on the Roses en Fool.
Vanaf 1969 ging het James Last-orkest op stap, met wereldtournees en kleinere Europese rondreizen, maar telkens met uitverkochte zalen. De show groeide door de jaren uit tot een grootschalig spektakel. Last heeft meer dan 200 gouden en 17 platina platen in ontvangst kunnen nemen voor een verkoop van 80 miljoen albums in 150 landen. In Nederland was zijn eerste televisieoptreden tijdens het Grand Gala du Disque in 1969 en zijn eerste live-touroptreden in Stein op 22 januari 1971.
Na 42 jaar huwelijk verloor hij in december 1997 zijn vrouw Waltraud aan kanker. In juni 1999 hertrouwde hij met de 30 jaar jongere Christine Grundner uit München. Zij woonden afwisselend in West Palm Beach (Florida) en Hamburg. Last heeft twee kleinzoons via zijn dochter en een kleindochter en kleinzoon via zijn zoon.

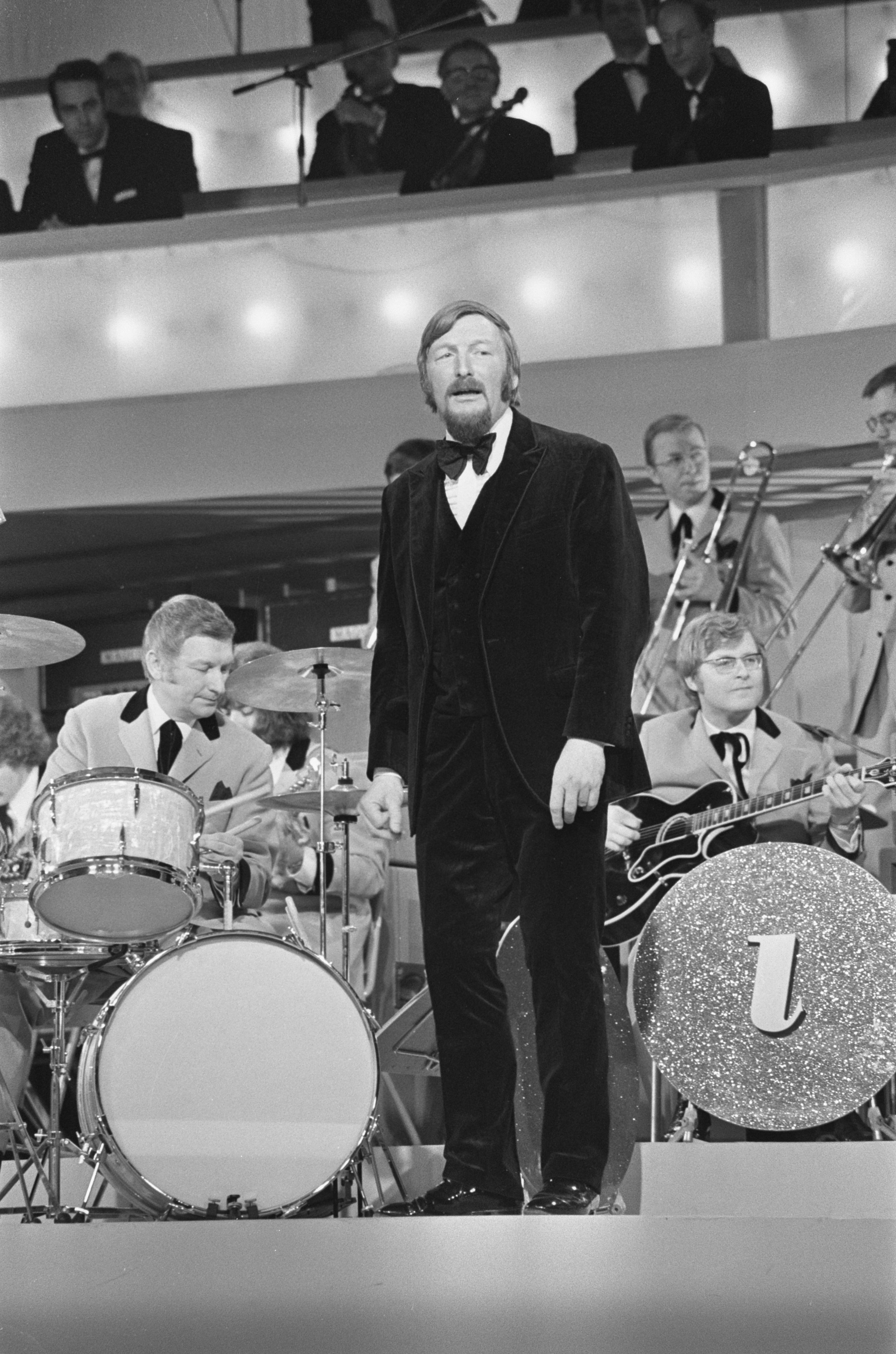
James Last in Amsterdam (1970)

Last was, ondanks zijn hoge leeftijd, tot het laatst actief. In 2013 ging hij op tournee door Europa met "The Last Tour 2013 - Einmal noch". Vanaf maart 2015 stond een tournee door Duitsland, Oostenrijk, Denemarken en het Verenigd Koninkrijk op het programma. Zijn laatste concert gaf hij op 26 april 2015 in Keulen.

## Discografie

### Singles
| Single met eventuele hitnotering(en) in de Nederlandse Top 40 | Datum van verschijnen | Datum van binnenkomst | Hoogste positie | Aantal weken | Opmerkingen         |
| ------------------------------------------------------------- | --------------------- | --------------------- | --------------- | ------------ | ------------------- |
| Elvira Madigan                                                | 1971                  | 15-05-1971            | tip             | -            |                     |
| Thema uit De Verlaten Mijn                                    | 1979                  | 08-12-1979            | 5               | 8            | met Gheorghe Zamfir |
| Biscaya                                                       | 1982                  | 26-06-1982            | 5               | 10           |                     |
| Paradiesvogel                                                 | 1983                  | 19-02-1983            | tip             | -            | met Horea Chrishan  |

### Albums
| Album met eventuele hitnotering(en) in de Nederlandse Album Top 100 | Datum van verschijnen | Datum van binnenkomst | Hoogste positie | Aantal weken | Opmerkingen            |
| ------------------------------------------------------------------- | --------------------- | --------------------- | --------------- | ------------ | ---------------------- |
| James Last op klompen                                               | 1969                  | 28-06-1969            | 1               | 10           |                        |
| In concert                                                          | 1969                  | 16-12-1969            | 12              | 48           |                        |
| Happy Lehar                                                         | 1969                  |                       |                 |              |                        |
| This is James Last                                                  | 1970                  | 10-01-1970            | 6               | 11           |                        |
| Vrolijk kerstfeest met James Last                                   | 1970                  | 10-01-1970            | 11              | 1            |                        |
| Onder moeders paraplu                                               | 1970                  | 14-03-1970            | 2               | 10           |                        |
| Non stop dancing 10                                                 | 1970                  | 23-05-1970            | 9               | 13           |                        |
| Beach party                                                         | 1970                  | 19-09-1970            | 10              | 38           |                        |
| Non stop dancing 11                                                 | 1971                  | 09-01-1971            | 29              | 14           |                        |
| With compliments                                                    | 1971                  | 09-01-1971            | 48              | 5            |                        |
| Käpt'n James bittet zum Tanz                                        | 1971                  | 06-03-1971            | 35              | 9            |                        |
| Happyning                                                           | 1971                  | 08-05-1971            | 42              | 6            |                        |
| Non stop dancing 12                                                 | 1971                  | 19-06-1971            | 26              | 12           |                        |
| Beach party 2                                                       | 1971                  | 11-09-1971            | 11              | 8            |                        |
| Polka party                                                         | 1971                  | 06-11-1971            | 17              | 4            |                        |
| In concert 2                                                        | 1971                  | 04-12-1971            | 10              | 9            |                        |
| Non stop dancing 1972 2                                             | 1972                  | 08-07-1972            | 20              | 01           |                        |
| In concert 4                                                        | 1975                  | 22-02-1975            | 16              | 10           |                        |
| Tulpen uit Amsterdam                                                | 1975                  | 06-09-1975            | 5               | 14           |                        |
| In concert 6                                                        | 1977                  | 12-02-1977            | 32              | 8            |                        |
| Spielt Robert Stolz                                                 | 1977                  | 07-05-1977            | 24              | 8            |                        |
| Concertsuccessen                                                    | 1977                  | 20-08-1977            | 14              | 16           |                        |
| Copacabana                                                          | 1979                  | 26-05-1979            | 39              | 6            |                        |
| Russland Erinnerungen                                               | 1979                  | 08-12-1979            | 5               | 12           |                        |
| Music by Candlelight                                                | 1979                  | 22-12-1979            | 5               | 13           | met Harry van Hoof     |
| Happy summerparty                                                   | 1980                  | 03-05-1980            | 4               | 21           |                        |
| Biscaya                                                             | 1982                  | 03-07-1982            | 5               | 14           |                        |
| Paradiesvogel                                                       | 1983                  | 19-02-1983            | 19              | 10           |                        |
| Gala                                                                | 1986                  | 25-10-1986            | 32              | 6            |                        |
| Plus                                                                | 1986                  | 08-11-1986            | 40              | 4            | met Astrud Gilberto    |
| In Holland                                                          | 1987                  | 17-10-1987            | 1               | 28           |                        |
| Flute Fiësta                                                        | 1988                  | 17-09-1988            | 3               | 27           | met Berdien Stenberg   |
| Zilver                                                              | 1989                  | 21-10-1989            | 14              | 18           |                        |
| In Holland 2                                                        | 1990                  | 13-10-1990            | 5               | 23           |                        |
| Droommelodieën                                                      | 1991                  | 13-04-1991            | 27              | 14           | met Richard Clayderman |
| In concert - Best romantic classics                                 | 1992                  | 04-04-1992            | 45              | 8            |                        |
| Viva España                                                         | 1992                  | 20-06-1992            | 64              | 10           |                        |
| In Holland 3                                                        | 1992                  | 10-10-1992            | 20              | 14           |                        |
| In Harmony                                                          | 1994                  | 05-11-1994            | 82              | 4            | met Richard Clayderman |
| Wonderful Christmas                                                 | 1994                  | 24-12-1994            | 62              | 3            |                        |

| Album met hitnotering(en) in de Vlaamse Ultratop 200 albums | Datum van verschijnen | Datum van binnenkomst | Hoogste positie | Aantal weken | Opmerkingen                       |
| ----------------------------------------------------------- | --------------------- | --------------------- | --------------- | ------------ | --------------------------------- |
| Beachparty                                                  | 1995                  | 15-07-1995            | 39              | 1            |                                   |
| Classic's by moonlight vol.2                                | 1995                  | 23-12-1995            | 36              | 3            |                                   |
| Best of 80 years                                            | 2009                  | 25-04-2009            | 7               | 20           |                                   |
| Back to back                                                | 2011                  | 02-04-2011            | 4               | 15           | met Bert Kaempfert                |
| 80 greatest hits                                            | 2015                  | 20-06-2015            | 128             | 1            |                                   |
| Top 100                                                     | 2015                  | 04-07-2015            | 35              | 4*           | Heruitgave verzamelalbum uit 2009 |

### Dvd's
| Dvd's met hitnoteringen in de DVD Top 30                              | Datum van verschijnen' | Datum van binnenkomst | Hoogste positie | Aantal weken | Opmerkingen |
| --------------------------------------------------------------------- | ---------------------- | --------------------- | --------------- | ------------ | ----------- |
| A world of music                                                      | 2002                   | 16-11-2002            | 17              | 4            |             |
| Live at the Royal Albert Hall                                         | 2008                   | 17-05-2008            | 25              | 2            |             |
| String of hits                                                        | 2011                   | 16-04-2011            | 17              | 3            |             |
| Live at the Royal Albert Hall / Gentleman of music / A world of music | 2015                   | 20-06-2015            | 10              | 5            |             |